# Kenia na Letnich Igrzyskach Olimpijskich 1992
Kenię na Letnich Igrzyskach Olimpijskich 1992 reprezentowało 49 zawodników: 40 mężczyzn i 9 kobiet. Był to 8 start reprezentacji Kenii na letnich igrzyskach olimpijskich. Reprezentanci Kenii zdobyli 8 medali wszystkie w lekkoatletyce.

## Zdobyte medale
| Medal  | Zawodnik        | Dyscyplina    | Konkurencja                            | Rezultat     |
| ------ | --------------- | ------------- | -------------------------------------- | ------------ |
| Złoto  | William Tanui   | Lekkoatletyka | bieg na 800 m mężczyzn                 | 1:43,66 min  |
| Złoto  | Matthew Birir   | Lekkoatletyka | bieg na 3000 m z przeszkodami mężczyzn | 8:08,84 min  |
| Srebro | Nixon Kiprotich | Lekkoatletyka | bieg na 800 m mężczyzn                 | 1:43,70 min  |
| Srebro | Paul Bitok      | Lekkoatletyka | bieg na 5000 m mężczyzn                | 13:12,71 min |
| Srebro | Richard Chelimo | Lekkoatletyka | bieg na 10 000 m mężczyzn              | 27:47,72 min |
| Srebro | Patrick Sang    | Lekkoatletyka | bieg na 3000 m z przeszkodami mężczyzn | 8:09,55 min  |
| Brąz   | Samson Kitur    | Lekkoatletyka | bieg na 400 m mężczyzn                 | 44,24 s      |
| Brąz   | William Mutwol  | Lekkoatletyka | bieg na 3000 m z przeszkodami mężczyzn | 8:10,74 min  |

## Skład kadry

### Boks
Mężczyźni
- James Wanene waga papierowa do 48 kg – 17. miejsce,
- Benjamin Ngaruiya waga kogucia do 54 kg – 17. miejsce,
- Nick Odore waga półśrednia do 67 kg – 9. miejsce,
- Joseph Akhasamba waga ciężka do 91 kg – 9. miejsce,
- David Anyim waga superciężka powyżej 91 kg – 9. miejsce,

### Judo
Mężczyźni
- Joseph Momanyi – waga do 65 kg – 36. miejsce,
- Michael Oduor – waga do 86 kg – 13. miejsce,
- Donald Obwoge – waga powyżej 95 kg – 9. miejsce,

### Lekkoatletyka
Kobiety
- Gladys Wamuyu – bieg na 800 m – odpadła w eliminacjach,
- Susan Sirma – bieg na 1500 m – odpadła w eliminacjach,
- Esther Kiplagat – bieg na 3000 m – odpadła w eliminacjach,
- Jane Ngotho – bieg na 3000 m – odpadła w eliminacjach,
- Pauline Konga – bieg na 3000 m – odpadła w eliminacjach,
- Helen Kimaiyo – bieg na 10 000 m – 9. miejsce,
- Tegla Loroupe – bieg na 10 000 m – 17. miejsce,
- Lydia Cheromei – bieg na 10 000 m – odpadła w eliminacjach,
- Pascaline Wangui – maraton – 28. miejsce,

Mężczyźni
- Kennedy Ondiek

bieg na 100 m – odpadł w eliminacjach,
bieg na 200 m – odpadł w ćwierćfinale,
- Simeon Kipkemboi – bieg na 200 m – odpadł w eliminacjach,
- Samson Kitur – bieg na 400 m – 3. miejsce,
- Simon Kemboi – bieg na 400 m – odpadł w półfinale,
- David Kitur – bieg na 400 m – odpadł w ćwierćfinale,
- William Tanui – bieg na 800 m – 1. miejsce,
- Nixon Kiprotich – bieg na 800 m – 2. miejsce,
- Paul Ereng – bieg na 800 m – odpadł w półfinale,
- Joseph Chesire – bieg na 1500 m – 4. miejsce,
- Jonah Birir – bieg na 1500 m – 5. miejsce,
- David Kibet – bieg na 1500 m – 10. miejsce,
- Paul Bitok – bieg na 5000 m – 2. miejsce,
- Yobes Ondieki – bieg na 5000 m – 5. miejsce,
- Dominic Kirui – bieg na 5000 m – 14. miejsce,
- Richard Chelimo – bieg na 10 000 m – 2. miejsce,
- William Koech – bieg na 10 000 m – 7. miejsce,
- Moses Tanui – bieg na 10 000 m – 8. miejsce,
- Boniface Merande – maraton – 14. miejsce,
- Douglas Wakiihuri – maraton – 36. miejsce,
- Ibrahim Hussein – maraton – 37. miejsce,
- Barnabas Kinyor – bieg na 400 m przez płotki – odpadł w półfinale,
- Erick Keter – bieg na 400 m przez płotki – odpadł w półfinale,
- Gideon Yego – bieg na 400 m przez płotki – odpadł w eliminacjach,
- Matthew Birir – bieg na 3000 m z przeszkodami – 1. miejsce,
- Patrick Sang – bieg na 3000 m z przeszkodami – 2. miejsce,
- William Mutwol – bieg na 3000 m z przeszkodami – 3. miejsce,
- Samson Kitur, Abednego Matilu, Simeon Kipkemboi, Simon Kemboi, David Kitur[2] – sztafeta 4 x 400 m – nie ukończyli biegu finałowego,
- James Sabulei – skok w dal – 33. miejsce,
- Benjamin Koech – skok w dal – 36. miejsce,

### Podnoszenie ciężarów
Mężczyźni
- Abdallah Juma – waga do 60 kg – 28. miejsce

### Strzelectwo
Mężczyźni
- Shuaib Adam

pistolet pneumatyczny 10 m – 45. miejsce,
pistolet dowolny 50 m – 44. miejsce,
- Satiender Sehmi – karabin małokalibrowy leżąc 50 m – 52. miejsce,